# NS Savannah
NS „Savannah” – amerykański statek pasażersko-towarowy, pierwszy w historii, i jeden z nielicznych, statek handlowy z napędem jądrowym.

## Historia
Statek opracowany został jako wspólne przedsięwzięcie agencji rządowych U.S. Maritime Administration i Atomic Energy Commission, którego celem było zaprezentowanie napędu jądrowego statków jako jednej z możliwości wykorzystania energii atomu dla celów pokojowych. Budowa jednostki uzyskała aprobatę Kongresu 30 lipca 1956 roku, po czym podjęta została w stoczni New York Shipbuilding Corporation w Camden, w stanie New Jersey.
Wodowanie statku miało miejsce 21 lipca 1959 roku i nastąpiło rok po oddaniu do eksploatacji pierwszego jądrowego statku cywilnego, którym był radziecki lodołamacz „Lenin”. Matką chrzestną „Savannah” była pierwsza dama Mamie Eisenhower. Statek nazwany został imieniem parowca „Savannah”, który w 1819 roku jako pierwsza jednostka z napędem parowym przepłynął Atlantyk.
1 maja 1962 roku statek przekazany został operatorowi States Marine Lines. W sierpniu tego samego roku odbył pierwszą podróż, do miasta Savannah, w stanie Georgia, skąd popłynął dalej przez Kanał Panamski do Seattle, gdzie był jedną z atrakcji na wystawie światowej Century 21 Exposition. „Savannah” udała się następnie do Galveston, w Teksasie, gdzie poddana została przeglądowi i modyfikacjom, które przeciągnęły się z powodu sporu pracowniczego. U.S. Maritime Administration zdecydowała się zakończyć współpracę ze States Marine Lines i na nowego armatora wybrała przedsiębiorstwo żeglugowe American Export-Isbrandtsen Lines, które za wynajem statku płaciło 1 dolara rocznie.
Statek ponownie wypłynął w morze w maju 1964 roku, pokonując trasę z Houston do Nowego Jorku, skąd udał się do Europy, zatrzymując się w Bremerhaven, Hamburgu, Dublinie i Southampton, po czym powrócił do Nowego Jorku. Do końca 1965 roku „Savannah” dziesięciokrotnie przemierzyła Atlantyk, odwiedzając m.in. Malmö, Rotterdam i Stambuł. W okresie tym statek zawinął do 46 portów i przyjął na pokład blisko 1,5 mln odwiedzających. W sierpniu 1965 roku rozpoczęto eksploatację statku dla celów komercyjnych. Ze względu na niewielkie obłożenie zaprzestano przewozów pasażerskich, a jednostkę wykorzystywano wyłącznie do transportu towarowego, na trasach transatlantyckich i śródziemnomorskich. 
Ostatni rejs „Savannah” odbyła w 1970 roku, kiedy to rząd zadecydował o zakończeniu dofinansowywania nierentownej obsługi statku i wycofaniu go z eksploatacji. Od tamtej pory statek oczekuje na demontaż instalacji jądrowych, co w myśl obowiązujących regulacji musi nastąpić do 2031 roku.
W latach 1981–1994 statek udostępniony był dla zwiedzających w muzeum morskim Patriots Point w Mount Pleasant (Karolina Południowa). W 1991 roku wpisany został do   narodowego rejestru zasobów kulturowych jako National Historic Landmark.

## Konstrukcja
Napęd statku stanowił reaktor jądrowy o mocy 74 MW, wyprodukowany przez przedsiębiorstwo Babcock & Wilcox, napędzający dwie turbiny parowe De Laval. Charakterystyczną cechą wyglądu statku, wynikającą z zastosowanego napędu, jest brak kominów.
Załoga liczyła 110 osób. Statek mógł zabrać na pokład 60 pasażerów i 9300 t ładunku.